# 政治学 (亚里士多德)
《政治學》是古希腊哲学家亚里士多德一部关于政治哲学的著作。這本書是他對於城邦各項政治事物的討論。是古希腊第一部全面而系统地论述政治问题的著作。

## 成书历史
《政治學》是專門討論政治和原理之著作:i。亚里士多德在吕克昂学园对希腊半岛的158个城邦进行了实地考察，写成了《雅典政制》（现仅存残篇）。《政治學》一书就是在此基础上写就而成。中世纪时期，穆尔贝克的威廉最早将该书翻译成拉丁语。

## 內容簡介

### 第一卷
亞里士多德在本卷的開頭寫道：「每一個城邦都屬於社會團體中的一類，而所有社會團體的建立，都是以成就某些善業為目的。... 我們也認為，在社會團體中，那最高和最廣的一種團體，所追求的善業也必定是最高和最廣的，它就是人們所說的城邦，即政治社團。(1252a)」有人錯誤地認為，統治這些團體沒有很大的分別，只是他們所治理的人民的數量不同。其實剛剛相反，城邦的統治與其他團體的統治有根本的分別。
亞里士多德跟著描述由家庭發展至城邦的自然過程。「家庭是自然地被建立的第一種社會團體，目的在於滿足人類日常生活所需。... 村落最自然的形式，是由一個家庭繁殖而派生出的。... 在若干村落聯合成城邦時，社會也達至最後而完備的階段，它可以說能完全自給自足。城邦的出現原是為了生存，但現在它存在的目的是為了美好的生活。(1252b)」亞里士多德的結論是：「城邦是屬於自然存在事物的類別，而人類就其天性而言是政治動物。(1253a)」
在本卷的其餘部份，亞里士多德詳細地討論家庭的管理。

### 第二卷
亞里士多德評論其他人對最好政制的見解。他首先批評柏拉圖的《理想國》中的理想城邦，他針對的對象主要有：妻子共享、嬰孩一同在幼兒院養育、禁止擁有私人財產和城邦的團結一致(2.1-2.5)。亞里士多德繼而批評柏拉圖的《法律篇》(2.6)，評論哲學家法勒（Phaleas）(2.7) 和希波達莫斯（Hippodamus）(2.8)的見解，之後轉而評論三個當時公認是管理良好的城邦政制——斯巴達（Sparta）(2.9)，克里特（Crete）(2.10)和迦太基（Carthage）(2.11)。

### 第三卷
亞里士多德討論公民的概念。他提出公民的定義是：「凡有權參與議事和審判職位的人。(1275b)」他討論好人的品德和良好公民的品德是否相同的問題，他認為「公民的品德必須與他所屬城邦的政制相配，如果政制有幾個不同的種類，那麼公民的品德也有幾個不同的種類，所以良好公民不應只有一種完美的品德。然而，好人卻只有一種完美的品德。(1276b)」
亞里士多德繼而討論政制。他把政制定義為：「城邦內職位的組織架構，特別是對最高權力的職位的規定。」他認為尋求城邦共同利益的政制是正確的政制，而尋求統治者自己利益的則是敗壞的政制。正確的政制按統者的人數可以分為三類：明君政制（kingship）（一人）、精英政制（aristocracy）（少數人）和共和政制（polity）（多人）。相應地，敗壞的政制也可以分為三類：明君政制敗壞為暴君政制（tyranny），他只謀求自己的利益；精英政制敗壞為寡頭政制（oligarchy），他們只謀求富人的利益；共和政制敗壞為民主政制（democracy），他們只謀求窮人的利益。
然而，亞里士多德隨即指出寡頭政制和民主政制的分別其實不在於人數的多少，而在於前者是由富人統治，而後者則是由窮人統治的。兩者都是敗壞的政制，是因為它們對正義有片面的看法：「寡頭派認為他們在一事（例如財富）上佔優，一切都應佔優；民主派認為在一事（例如自由的身分）上人人平等，萬事都應平等。雙方都忽略了關鍵的要點。(1280a)... 政治團體的存在不僅是由於要一同生活，而是為了促進美好的行為。因此，誰對團體的美好行為所作的貢獻最大，他就應該在這個城邦中享有較大的一份，大於在自由的身分上相同或更高但政治品德卻不相同的人，以及財富上勝過他但政治品德卻比不上他的人。(1281a)」亞里士多德認為以品德統治以獲得共同利益的是就最好的政制。有時候大眾加起來會比少數的精英更優秀，那時共和政制便是最好的政制；同樣地，如果任何個人或一些人比大眾加起來更優秀，那麼他或他們便應被視為神，而不是城邦的一部份，而且自然地，其他人必將樂意地服從他或他們，並永遠給予支持為統治者。
亞里士多德最後討論明君政制的課題。

### 第四卷
亞里士多德討論現實世界中眾多不同的政制。他認為可以分為兩大類——民主政制和寡頭政制，前者由窮人統治，後者則由富人統治。按照它們的具體組織情況，民主政制可以分為五類，寡頭政制可以分為四類。除此之外，有一些政制中揀選統治者的標準，不是純粹根據財富或窮人的意願，而是加上品德的考量，因此屬於廣義的精英政制；還有一些政制，混合了民主政制和寡頭政制的一些特點，是屬於廣義的共和政制。亞里士多德之後討論三種不同的暴君政制。
亞里士多德認為像個人的德性一樣，城邦和政制中最好的部份是在兩個極端的中間。換言之，介乎富人和窮人之間的中產階級是三者中最好的。因此，擁有強大中產階級的政制應較單純的民主政制或寡頭政制為佳。一個城邦採用的政制是由它人民的特質（包括質和量，例如貧富）決定的，但是無論是民主政制還是寡頭政制，都應當盡量讓中產階級參與。當一個城邦的政制混合得越好，它便能維持得越長久。
亞里士多德認為每一個政制都有三個組成要素——議事（deliberative）、行政（offices）和司法（law courts）。在本卷的其餘部份，他仔細一一討論。

### 第五卷
亞里士多德詳細討論各類政制的衰亡，以及如何能避免衰亡。

### 第六卷
亞里士多德進一步討論民主政制、寡頭政制和混合政制的組織問題。

### 第七卷
亞里士多德討論最好政制的條件。他認為最好政制的首要特質是人民過著幸福美滿的生活。達致個人的幸福可分三方面而言——外在環境的幸福、身體的幸福和靈魂的幸福，而其中德性是最關鍵的因素。亞里士多德認為最好的政制也是一樣：「無論個人而言或合為城邦的團體而言，都應具備德性，並配以其他必需事物，以促成善行，這才是最美好的生活。(1324a)」亞里士多德進而討論最好政制的各項條件，包括人口、領土、地理位置、公民身份、統治階層組成、城市規劃和教育。

### 第八卷
亞里士多德深入討論教育的重要、目的和內容。

## 重要概念
亚里士多德在书中提出了“人天生就是政治動物”的命题，阐述了城邦的起源、性质、目的、任务和活动原则，提出了关于公共权力、政体、法治等方面的理论。
亚里士多德认为国家的制度可以由两个维度而确定，第一个维度为统治者的数量，以此可以分为“一人统治”，“少数人统治”，“多数人（或全体）统治”；第二个维度为国家机器的服务对象，可以分为“为全体服务”和“为部分人服务”。
将两种维度映射起来就形成了六种政體的国家：
1. 君主制（一人统治为全体服务）国家；
2. 僭主制（一人统治为部分服务）国家；
3. 贵族制（少数统治为全体服务）国家；
4. 寡头制（少数统治为部分服务）国家；
5. 民主制（多数人统治为全体服务）国家；
6. 平民制（多数人统治为部分服务）国家。

亚里士多德认为将以上六种国家中的1、3、5三种即君主制、贵族制与民主制三种制度三体合一，形成的制度是共和制，这种制度是最优秀的制度。 具体的运作方式是依靠分封制度来形成的：即国王保护整个国家的土地，作为回报贵族需要向国王上贡；贵族保护民众的土地，作为回报，民众需要缴税。不同的人有不同的事情做，互相依存又互不干涉。这就是早期的共和制的由来。
共和制既可以保证公民的民主与积极性，又可以防止平民针对少数人的暴政。